# Білий олень тундри
«Білий олень тундри» — радянський художній фільм 1987 року, знятий режисером Володимиром Хмельницьким на студії «Київнаукфільм».

## Сюжет
Фільм про будні оленярів і сувору природу північної тундри, про нелегкий побут і труднощі, з якими доводиться стикатися людині у високих широтах.

## У ролях
- Жоробек Аралбаєв — головна роль
- Буда Вампілов — головна роль
- Дандар Вампілов — головна роль
- Марина Федина — головна роль
- Ольга Золотухіна — роль другого плану
- Леонід Бакштаєв
- Олексій Назаров — роль другого плану
- Андрій Дьомкін — роль другого плану

## Знімальна група
- Сценаристи: Олексій Леонтьєв, Володимир Хмельницький
- Режисер-постановник: Володимир Хмельницький
- Оператор-постановник: Ігор Недужко
- Художник-постановник: Володимир Цирлін
- Звукооператор: Ігор Барба
- Редактор: Володимир Кузьмук
- Комбіновані зйомки: Н. Шевчук
- Режисер монтажу: Аделіна Хмельницька
- Музичне оформлення: Юлії Лазаревської
- Директор картини: Володимир Семикопний